# 草原 (俳句結社)
草原（そうげん）は、2002年（平成14年）に北田傀子が設立した自由律俳句の結社。北田が社主を務める随句社より、月刊自由律俳句誌（月刊随句誌）『草原』を刊行している。

## 概要
北田傀子は長年、種田山頭火や尾崎放哉を輩出した自由律俳句結社「層雲」の同人であった。
層雲では、観念的な句やレトリックを多用した句が大勢を占めるようになっていた。こうした現状に疑問を感じた北田は、2001年に層雲を退会。自身の主張に賛同する人たちとともに、2002年、自由律俳句結社草原を結成したに至るのである。
北田は、自由律俳句の名称では定型俳句の亜流とみなされることが避けられないと考え、代わりに随句という名称を使用した。